# Arte parietal de las montañas Helan

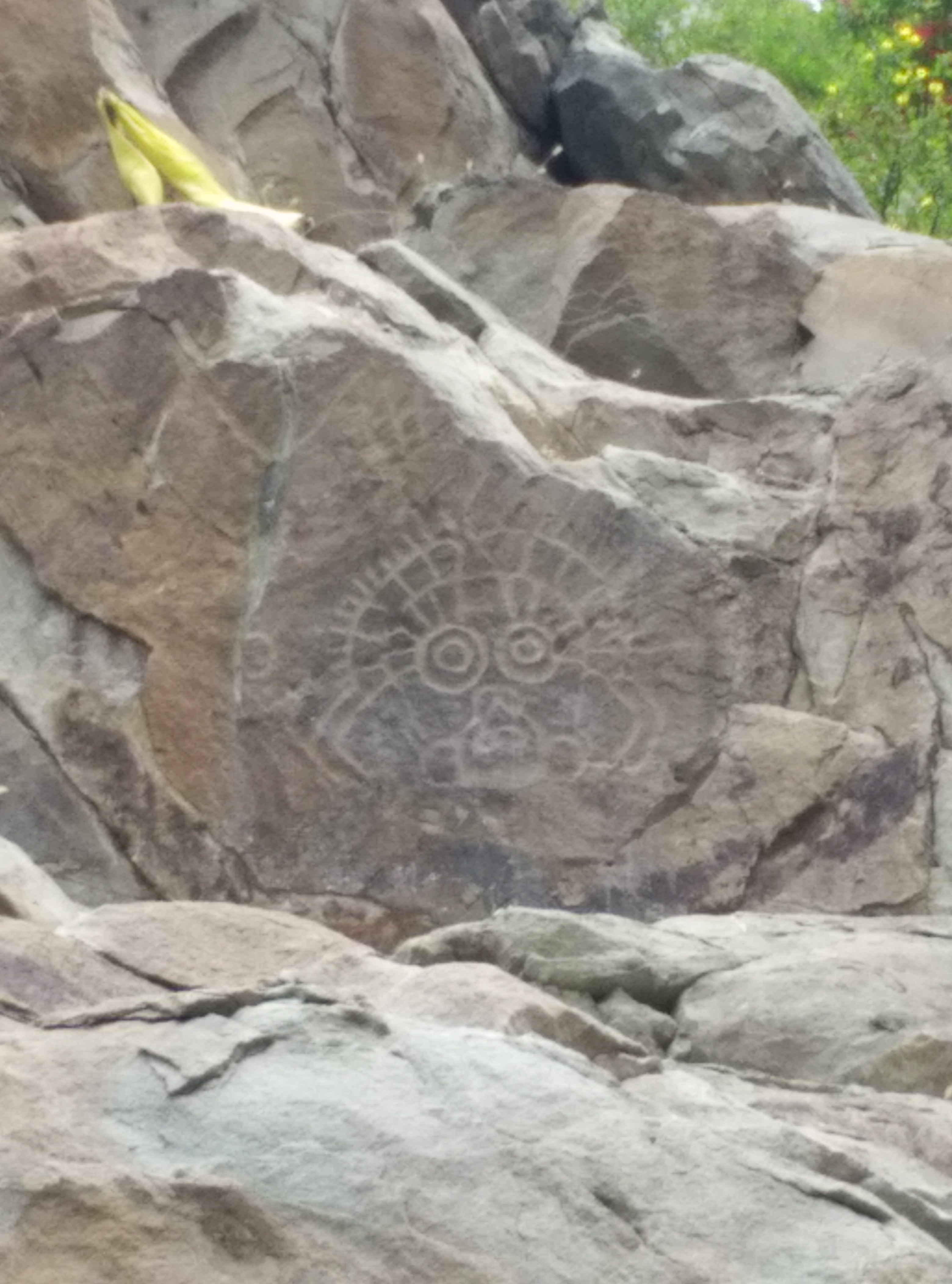
Petroglifo que representa al espíritu (o dios) del sol.

El arte parietal de las montañas Helan (chino simplificado: 贺兰山岩画; pinyin: hèlán shān yánhuà) está constituido por un conjunto de petroglifos y de pinturas rupestres parietales que datan del periodo de las Primaveras y Otoños y del periodo de los Reinos combatientes del Imperio tangut
El yacimiento está protegido y clasificado como monumento por el Consejo de Estado de la República Popular China.
Estas obras de arte parietal fueron descubiertas por Li Xiangdan (李祥石) en 1969. Otra gran cantidad se descubrieron entre 1983 y 1984.
Se utilizaron dos tipos de técnicas para grabar los petroglifos, el tallado con buril o el desgaste mediante frotamiento, es decir, fricción.
El tema principal que constituye aproximadamente 2/3 de las representaciones es el rostro humano, similar a los rostros que se encuentran en la cerámicas del neolítico.